# Blå linjen (ishockey)

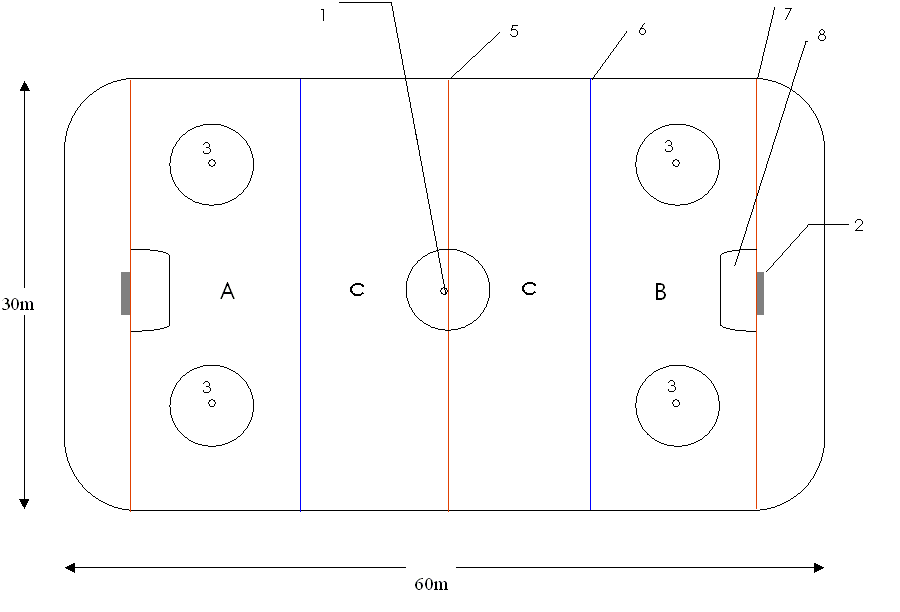
Spelplan för ishockey med linjemarkeringar utsatta

Blå linjen är inom ishockey en markering på spelplanen. Den 60 meter långa spelplanen är indelad med fem linjer varav två är blåa. Dessa linjer markerar zoner för spelet. Ytan mellan kortänden och den blå linjen kallas ytterzoner och bildar försvarszon för det lag som har sitt mål där och anfallszon för motståndarlaget som ska göra mål där. Området mellan de blå linjerna i mitten av spelplanen kalls mittzon eller neutral zon. Sedan 2014 är ytterzonerna i svensk och internationell hockey större än mittzonen. Fram till 2014 var zonerna lika stora med undantag för NHL som ändade zonernas storlek tio år tidigare. Förändringen gjordes för att gynna en mer offensiv ishockey.
De blå linjerna är också viktiga för offsideregeln och för var tekning görs.